# معضلة الجنرالين
معضلة الجنرالاين هي تجربة فكرية تهدف إلى توضيح المخاطر والتحديات تصميم محاولة الاتصال من خلال وسيط لا يمكن الاعتماد عليه.

## تعريف
جيشان يستعدان للهجوم على مدينة محصنة حيث يقود كل منها أحد الجنرالين. يخيم الجيشان في أعلى تلين بالقرب من المدينة وهناك وادي يفصل بين هذين التلين والطريقة الوحيدة للاتصال بين الجيشين هي عبر هذا الوادي. لسوء حظ الجيشين، فإن الوادي محتل من قبل المدافعين عن المدينة وأي رسول يقوم بنقل الرسالة سوف يتعرض لخطر الأسر. و السؤال هو: كيف يمكن للجنرالين أن يتفقا على موعد مشترك للهجوم على المدينة بحيث يكون كل منهما متأكد من موافقة الآخر على الهجوم في هذا الموعد؟

مواقع الجيوش. Armies A1 and A2 need to communicate but their messengers may be captured by army B.